# Perioperativ omvårdnad
Perioperativ omvårdnad omfattar operations- och anestesisjuksköterskans omvårdnad i samband med patientens operation, dvs perioperativt. Begreppet perioperativ omvårdnad skapades under 1960-talet inom de amerikanska operationssjuksköterskornas riksförening för att patienter skulle erbjudas en individualiserad/personcentrerad, trygg och säker omvårdnad vid sin operation. 
Perioperativ omvårdnad följer omvårdnadsprocessen under den perioperativa perioden som indelas i tre faser: pre-, intra- och postoperativt. Preoperativt är tiden före kirurgiska behandlingen, dvs operationen eller undersökningen. Intraoperativt är tiden då operationen genomförs dvs. från att patienten kommer in i operationsrummet till dess operationen är avslutad och patienten transporterats till platsen för postoperativ vård. Postoperativt är tiden efter operationen då patienten vårdas på en dagkirurgisk avdelning, en vårdavdelning, en uppvakningsavdelning eller en intensivvårdsavdelning. I varje fas genomför operations- och anestesisjuksköterskan omvårdnadshandlingar med utgångspunkt i sina respektive kompetensområden och för varje patients personliga förutsättningar för god vård och omvårdnad och medverkar till patientens mål för den kirurgiska behandlingen, dvs ett optimalt resultat av operationen för patienten.
I de amerikanska operationssjuksköterskornas beskrivning av operationssjuksköterskans perioperativa roll från 1979 visas att när omvårdnadshandlingarna utförs av samma person genom de tre faserna kan en relation med kontinuitet mellan sjuksköterska och patient utvecklas genom den perioperativa perioden. Nödvändigheten av ett välfungerande teamarbete framhölls också för ett gott operationsresultat. 
Perioperativ omvårdnad, som begrepp, vårdande och forskning, har sedan de amerikanska operationssjuksköterskornas första kliniska perioperativa modell från 1985 kontinuerligt vidareutvecklats internationellt och nationellt. Ett sätt att organisera perioperativ omvårdnad kan vara enligt en vårdprocess med datainsamling, diagnos, planering, genomförande och utvärdering via samtal med patienten pre, intra och postoperativt, dvs omvårdnadsprocessen.

## Perioperativ personcentrerad vård
Personcentrerad vård (PCV) reflekterar ett förhållningssätt mellan patientens preferenser och kontexten i vilken den peri-operativa omvårdnaden bedrivs. Betydelsen av PCV inom perioperativ omvårdnad innefattar att se patienten som en unik person och att bli behandlad med värdighet och respekt. Patienten ses som en resurs i utformningen av vården som formas utifrån patienternas preferenser och önskningar. Detta karakteriseras av den perioperativa sjuksköterskans fysiska och känslomässiga närvaro, vilket skapar en känsla av trygghet för patienten under operation. Ett person-centrerat förhållningssätt inom perioperativ vård beskrivs som viktigt för att skapa en god vårdrelation mellan patient och sjuksköterska. Från patienternas perspektiv betonas betydelsen av trygghet som en väsentlig komponent för att det ska uppnås.